# پروتیه ۹۳۱۳
سیارک ۹۳۱۳ (به انگلیسی: 9313 Protea، نامگذاری:1988CH3) نه هزار و سیصد و سیزدهمین سیارک کشف شده‌است که در ۱۳ فوریه ۱۹۸۸ کشف شد.
قدر مطلق سیارک برابر ۱۳٫۷۰ است.